# Krtinska
Krtinska (Servisch cyrillisch Кртинска) is een plaats in de Servische gemeente Obrenovac. De plaats telt 1177 inwoners (2002).